# Etienne Oliviero
Etienne Oliviero (* 9. Mai 2006 in Vannes) ist ein französischer Bahnradsportler in den Kurzzeitdisziplinen.

## Sportlicher Werdegang
Etienne Oliviero bestritt als Jugendlicher Straßen- und Cyclocrossrennen, bis er auf der Radrennbahn in seiner Heimatstadt Vannes mit dem Bahnradsport begann. Als Kadett 1 wurde er bretonischer Meister und dann dreifacher Medaillengewinner bei den französischen Meisterschaften in Bourges. 2022 wurde er zu einem Eignungslehrgang ins Vélodrome National berufen. In seinem zweiten Jahr als „Cadet“ (Nachwuchs) und seiner zweiten nationalen Meisterschaft gewann er viele Rennen.
2023 startete Oliviero bei den Junioren-Europameisterschaften und errang drei Medaillen, Silber im Teamsprint sowie zwei Mal Bronze in Sprint und Keirin, im Jahr darauf gewann er vier Medaillen, davon zwei goldene: Er wurde Junioren-Europameister im Zeitfahren und im Teamsprint und zudem dreifacher französischer Junioren-Meister. 2025 wurde er französischer Meister der Elite im Zeitfahren sowie Zweiter im Zeitfahren und Dritter im Teamsprint bei den U23-Euroapmeisterschaften.

## Erfolge
2023
- Junioren-Europameisterschaft – Teamsprint (mit Antoine Capell und Matthias Sylvanise)
- Junioren-Europameisterschaft – Sprint, Keirin

2024
- Junioren-Europameister – Zeitfahren, Teamsprint (mit Matthias Sylvanise und Tristan Favennec)
- Junioren-Europameisterschaft – Sprint, Keirin
- Französischer Junioren-Meister – Keirin, Sprint, Zeitfahren

2025
- U23-Europameisterschaft – Zeitfahren
- U23-Europameisterschaft – Teamsprint (mit Matthias Sylvanise und Oscar Caron)
- Französischer Meister – Zeitfahren